# 小川徹 (地理学者)
小川 徹（おがわ とおる、1914年3月31日 - 2001年4月1日）は、日本の地理学者・民俗学者。岡山県生まれ。

## 略歴
東京帝国大学理学部地理学科卒。1972年「沖縄民族社会の歴史地理的研究」で、文学博士（広島大学）の学位を取得。法政大学文学部助教授、教授、1973年駒澤大学教授、1990年退職。

## 著書
- 『ぼくらの日本地理』東京堂 1949
- 『人物日本史物語 陰謀に生きた英雄たち』青春出版社 青春新書、1961
- 『近世沖縄の民俗史』弘文堂 日本民俗学研究叢書 1987

### 共編著
- 『日本文化風土記』全7巻、和歌森太郎・吉田精一共編 河出書房 1955-56
- 『人文地理 体系学習』井関弘太郎共著 清水書院 1958
- 『沖縄文化論叢 2 民俗編Ⅰ』大藤時彦共編、全5巻
- 『―3 民俗編Ⅱ』馬淵東一共編、各・平凡社 1971

### 翻訳
- ピエール・ジョルジュ『世界の社会地理学』白水社・文庫クセジュ 1953